# Otto Fischl
Otto Fischl (17. srpna 1902 Dobřany – 3. prosince 1952 Praha) byl právník. Pracoval jako státní zaměstnanec, také náměstek ministra financí. V letech 1949–1951 působil jako první československý velvyslanec ve Německé demokratické republice (NDR). Byl popraven jako oběť Slánského procesu.

## Životopis
Narodil se do rodiny židovského obchodníka. Po maturitě na gymnáziu v Plzni absolvoval Právnickou fakultu Univerzity Karlovy (JUDr. 1926). Snad v roce 1928 vstoupil do Komunistické strany Československa. Od roku 1930 pracoval jako advokát v kanceláři Mautner, kde se stal společníkem. Jako žid musel v roce 1939 se svojí praxí skončit. Manželka byla katolického vyznání, ale rodina přesto čelila protižidovské perzekuci. Koncem druhé světové války jej předstíraný infarkt a jeho známý lékař uchránili před transportem do Terezína. Většina jeho rodiny však zahynula ve vyhlazovacích táborech.
Po ukončení války pracoval ve stranickém aparátu Ústředního výboru Komunistické strany Československa (ÚV KSČ) a nakladatelství Svoboda. Mezi lety 1948–1949 zastával funkci náměstka ministra financí Jaromíra Dolanského, kde se zabýval agendou spojenou s vystěhovalectvím. Věnoval se i odchodu židů do Izraele. 
Po diplomatickém uznání NDR zastával od 1. prosince 1949 místo prvního československého velvyslance ve východním Berlíně. Podílel se například na přípravách návštěvy prezidenta Klementa Gottwalda v NDR. Dcera Eva navštívila otce v lednu roku 1951 v Berlíně. Tajně přešla do západního Berlína, kde požádala o azyl. Po její emigraci byl v březnu odvolán z funkce. Vrátil se do republiky, ale již v létě téhož roku byl zatčen Státní bezpečností a převezen do vazební věznice v Praze Ruzyni. Záhy byla zatčena na dva měsíce i jeho manželka. Když byl zahájen proces, byla propuštěna z Pražských papíren, kde pracovala jako dělnice. Dcera Helena byla vyloučena z Akademického gymnázia.
Otto Fischl byl souzen v procesu s Rudolfem Slánským a spolu s dalšími deseti obviněnými odsouzen k trestu smrti. Dne 3. prosince 1952 byl v pankrácké věznici popraven. V roce 1963 byl rehabilitován.
Dcera Helena byla s matkou záhy vystěhována k Fulneku. Během roku 1956 se rodina vrátila do Prahy. Helena mohla dostudovat a vdala se. V roce 1965 ilegálně emigrovali do Itálie. Azyl získaly ve Švédsku.